# Erik Gustaf Boström
Erik Gustaf Bernhard Boström (11. února 1842 ve Stockholmu – 21. února 1907 ve Stockholmu) byl švédský politik, nejdéle sloužící premiér Švédska v 19. století. V čele země stál ve dvou obdobích, od roku 1891 do roku 1900 a poté znovu od roku 1902 do roku 1905. Boströmova vládní politika se vyznačovala pragmatismem. V průběhu času si získal dobrou pověst jako sjednocující osobnost, a to přestože byl prvním premiérem, který neměl akademické vzdělání (studia na univerzitě v Uppsale musel roku 1863 ukončit poté, co zemřela jeho matka a on musel převzít hospodaření na rodovém panství Östana). Byl považován za předního protekcionistu, tedy podporovatele ochrany domácího trhu za pomoci vysokých dovozních cel. Jeho politický pád byl způsoben jeho odmítnutím ustoupit v otázce samostatnosti Norska. Členem švédského parlamentu byl takřka tři desetiletí (1876–1907), zastupoval okres Södra Roslagen. Byl představitelem agrárnické konzervativně-liberální strany Lantmanna (Strany rolnického lidu). Byl prvním prezidentem Nobelova výboru, jež uděluje Nobelovy ceny (1900–1907). Po odchodu z politiky rovněž zastával funkci kancléře švédských univerzit (1905–1907). Jeho rodina z otcovy strany byla jednou z větví šlechtické rodiny Laestadiusů z Norrlandu. Byl synovcem filozofa Christophera Jacoba Boströma. V roce 1871 se oženil s Karolínou Almqvistovou, dcerou ministra pro civilní správu (Civilminister) Ludviga Almqvista. S ní měl pak šest dcer a jednoho syna.